# Лео Лемешић
Лео Лемешић (Сињ 8. јуна 1908 — Сплит, 15. август 1978) био је фудбалски репрезентативац и фудбалски судија.

## Каријера
Као поштована личност у историји југословенског фудбала, Лео Лемешић је био истакнути играч Хајдука и репрезентативац, тренер „Мајстора с мора“ (1961—1963), у два периода члан селекторске комисије ФСЈ (1952—1954) за које време је учествовао у састављању 28 репрезентација. Од 1946. године је и фудбалски судија. Широм света познат као један од наших најбољих међународних фудбалских судија (судијски знак ФИФА добио је 1969). Делио је правду на фудбалском турниру Олимпијских игара 1948. и на два Светска првенства 1950. и 1958.
Почео је да игра 1923. у јуниорској екипи сплитског Хајдука као један од најталентованијих ученика Луке Калитерне, дебитовао је за први тим 10. априла 1926. против загребачког ХАШКа (2:1) у Сплиту, када је почињала једна нова генерација „Мајстора с мора“, у којој су најистакнутији били Лемешић, Крагић и Дешковић. Од тада па до Другог светског рата 1941. за Хајдук је одиграо 491 званичну утакмицу и постигао 455 голова и заузима друго место Хајдукових клупских рекордера - иза Фране Матошића: 739 утакмица и чак 729 голова.
Био је члан тимова који су 1927. и 1929. освајали прва два првенства за „Мајсторе с мора“, а у Првенству Југославије у фудбалу 1934/35 био је са 18 голова најбољи стрелац.
За репрезентацију је одиграо пет утакмица (1929—1932) и постигао три гола. Дебитовао је 10. маја 1929. у пријатељском сусрету против Румуније (3:2) у Букурешту, а од националног тима опростио се 29. маја 1932. на пријатељској утакмици против Пољске (0:3) у Загребу, кад је играо у навали: Тирнанић - Марјановић - Лемешић - Вујадиновић - Зечевић.
Поред фудбала бавио се и атлетиком и веслањем.
У тренуцима тешке психичке депресије одузео је себи живот у лето 1978. и сахрањен је у Сплиту.

## Трофеји

### Хајдук Сплит
- Првенство (2): 1927. и 1929.